# صاحبة العمارة (فلم)
هو فيلم اُنتج عام 1948 من بطولة محمد فوزي، وسامية جمال.

## قصة الفيلم
شاب وفتاة فقيران يرتبطان بالزواج. لكن الفتاة ترث في ليلة الزفاف عمارة كبيرة تدر دخلاً كبيراً، مما أدّى إلى تغيير سلوكها، فلا ترضي بمعيشة زوجها الفقير، بل وتصادق شاباً آخر لا أخلاق له يعلمها قيادة السيارات، ويعرفها على المتعة التي لا تتوفر إلاّ للأثرياء.